# Karl Friedrich, Prinț de Hohenzollern-Sigmaringen
Karl Friedrich (9 ianuarie 1724 – 20 decembrie 1785) a fost Prinț de Hohenzollern-Sigmaringen din 1769 până în 1785, și stră-străbunicul primului rege al României, Carol I. 

## Biografie
Născut la Sigmaringen, el a fost fiul cel mare al lui Joseph Friedrich Ernst, Prinț de Hohenzollern-Sigmaringen și a primei lui soții, Maria Franziska Louise de Oettingen-Spielberg. Din cei nouă copii pe care tatăl său i-a avut din cele două căsătorii, numai el și sora sa Maria Johanna (va deveni căligăriță) vor atinge vârsta adultă.
Karl Friedrich a fost educat la Sigmaringen și Munchen. Mai târziu a frecventat Universitățile din Freiburg, Göttingen și Ingolstadt. S-a întors în Sigmaringen în 1746 și curând a participat la Marele Tur (un fel de călătorie educațională) prin Germania, Austria și Italia.
În timp ce-și vizita rudele din Țările de Jos el a întâlnit-o pe viitoarea lui soție. La 2 martie 1749 la Castelul Kail,  Karl Friedrich s-a căstorit cu verișoara lui primară Johanna Josephina Antonia (14 aprilie 1727 – 22 februarie 1787), o fiică a contelui Franz Wilhelm de Hohenzollern-Berg. Nunta a avut loc nu din rațiuni politice ci pentru afecțiunea profundă a lui Karl Friedrich pentru mireasa sa. Johanna era moștenitoarea bogatului comitat olandez Bergh-'s-Heerenberg și din acest motiv ei au petrecut mai mult timp în comitatul olandez decât în principatul de Sigmaringen.
Karl Friedrich s-a situat de partea împărătesei Maria Tereza a Austriei împotriva Prusiei în timpul Războiului de Șapte Ani. În principatul Sigmaringen conflictul militar nu a avut nici o repercusiune, ceea ce a favorizat dezvoltarea economiei locale.

### Copii
Cuplul a avut următorii copii:
- Friedrich (n./d. 1750)
- Johann (n./d. 1751)
- Anton (n./d. 1752)
- Fidelis (1752–1753)
- Marie (1754–1755)
- Joachim (1755–1756)
- Joseph (1758–1759)
- Franz (1761–1762)
- Anton Alois (1762–1831); s-a căsătorit în 1782 cu Prințesa Amalie Zephyrine de Salm-Kyrburg (1760–1841)
- Karoline (n./d. 1763)
- Johanna Franziska (1765–1790); s-a căsătorit în 1781 cu Friedrich III de Salm-Kyrburg (1745–1794)
- Maria Kreszentia (1766–1844); s-a căsătorit în 1807 cu graful Franz Xaver Nikolaus Fischler von Treuberg (1775–1835)

Din cei 12 copii copii, numai 3 au atins vârsta adultă: un fiu și două fiice. Karl Friedrich a murit în 1785, la vârsta de 60 de ani.